# Henry James
Henry James (New York, 15 aprile 1843 – Londra, 28 febbraio 1916) è stato uno scrittore e critico letterario statunitense naturalizzato britannico, noto per i suoi romanzi e i suoi racconti sul tema della coscienza e della moralità.
Fratello del filosofo e psicologo William James e della scrittrice Alice James, contribuì significativamente alla critica letteraria coniando la teoria secondo la quale gli scrittori sono chiamati a presentare, attraverso le loro opere, la propria visione del mondo. In questo senso è significativa l'opera di romanziere: l'uso del punto di vista soggettivo, del monologo interiore e dei vari tipi di narrazione psicologica diedero una svolta decisiva al romanzo moderno.

## Biografia
Henry James nacque da una ricca famiglia di intellettuali: sua madre, Mary Walsh e suo padre, Henry James Sr., era un grande teologo e filosofo con l'interesse per la letteratura e la sua vivacità intellettuale si rifletteva grandemente sull'atmosfera familiare. In gioventù, Henry James fece continui viaggi con la famiglia tra l'Europa e l'America, studiò con noti istitutori a Ginevra, Londra, Parigi e Bonn e all'età di diciannove anni frequentò con poco successo la Harvard Law School, ma dimostrando nel contempo la sua propensione per la lettura e l'attività di romanziere.
Sin dalla giovinezza, James lesse e studiò le letterature europee a partire da quelle inglese, francese, italiana, tedesca e russa, di cui solo quest'ultima in traduzione. Nel 1864 pubblicò il suo primo racconto breve, in forma anonima: A Tragedy of Error. Da quel momento in poi iniziò a dedicarsi esclusivamente alla scrittura, collaborando assiduamente anche con numerosi giornali tra cui The Nation, The Atlantic Monthly, Harper's e Scribner's Fu uno degli autori più prolifici della storia della letteratura: tra romanzi, racconti brevi, critiche letterarie, letteratura di viaggio, biografie e autobiografie scrisse 22 romanzi, di cui due incompiuti, 112 racconti (tra lunghi e brevi), alcune opere teatrali e un larghissimo numero di saggi e articoli di critica. La sua narrativa fu profondamente influenzata da Nathaniel Hawthorne, Honoré de Balzac e Ivan Turgenev.
Dopo un breve periodo a Parigi, nel 1876 James si trasferì definitivamente in Inghilterra, prima in un appartamento di Londra e poi, nel 1897, alla Lamb House di Rye, nell'East Sussex. Si recò nuovamente negli Stati Uniti più volte (nel 1904, ad esempio), ma lo scoppio della prima guerra mondiale nel 1915 fu un tale shock che interruppe i suoi viaggi oltreoceano e dichiarò il proprio desiderio di diventare cittadino britannico, per dimostrare la propria lealtà al Paese in cui viveva e per protestare contro la decisione americana di non intervento. Ebbe un attacco di cuore a Londra il 2 dicembre 1915 e morì tre mesi dopo.
James non si sposò mai ed è questione irrisolta se avesse mai avuto rapporti sessuali. Dalle sue lettere si evince una spiccata propensione alla socialità e spesso profondo affetto per un uomo o una donna, a seconda delle circostanze, ma non è chiaro se questi rapporti sfociarono mai in qualcosa di più profondo. Molti critici hanno teorizzato che fosse omosessuale e che il suo peculiare comportamento sociale fosse frutto di una repressione sessuale autoimposta o imposta dalle implicite convenzioni dell'epoca. La teoria della sua omosessualità sarebbe avvalorata da numerose testimonianze: William Faulkner lo definiva "la più gentile anziana signora che abbia mai conosciuto" e Thomas Hardy lo definì una "virtuosa signorina" quando lesse il suo commento sfavorevole a Tess dei D'Urbervilles. Anche Theodore Roosevelt ebbe modo di criticargli spesso una presunta mancanza di mascolinità. Ebbe forse una relazione con l'artista norvegese Hendrik Christian Andersen, di quasi trent'anni più giovane.
Fu legato a lungo alla scrittrice e poetessa statunitense Constance Fenimore Woolson, con la quale mantenne rapporti epistolari sino alla tragica morte di lei, avvenuta nel 1894.

## Stile e temi ricorrenti
Probabilmente risentendo della sua doppia natura di americano e inglese, i romanzi di James spesso ruotano attorno alla contrapposizione tra il vecchio mondo — un'Europa artisticamente raffinata, corrotta e affascinante — e il nuovo mondo — un'America schietta, sicura di sé e intrappolata nelle puritane convenzioni sociali. L'incontro, spesso in forma di scontro, costituisce gran parte della psicologia dei personaggi principali, per cui sarebbe possibile teorizzare che in realtà i romanzi di James non parlino di persone ma di epoche, di culture, di sfere sociali. In realtà a questo primo livello si sovrappone un livello intimo e personale, proprio dei singoli personaggi: il dramma psicologico, il conflitto interiore e con il proprio ambiente sociale sono solo alcuni dei temi che muovono la complessa psicologia dei suoi scritti. L'autore stesso si sentiva in continuo contrasto con i luoghi in cui viveva e non lo abbandonò mai la sensazione di essere una sorta di esiliato: The Portrait of a Lady (Ritratto di signora) fu scritto, ad esempio, durante la sua permanenza a Venezia, e risentì profondamente dei suoi sentimenti arrivando a essere l'emblema del conflitto tra l'innocenza della giovinezza americana e la pericolosa raffinatezza (o decadenza) europea. Anche The Golden Bowl (La coppa d'oro) tratta lo stesso tema. È stato spesso affermato che James sia stato un perenne emarginato per molti aspetti, cosa che avrebbe favorito la sua attenzione alla psicologia e all'analisi delle situazioni della vita.
La prosa di James è spesso caratterizzata da lunghe frasi e digressioni, ricche di aggettivi e frasi subordinate: dallo stile semplice e diretto delle opere giovanili, la sua evoluzione andò verso una scrittura sempre più raffinata. Le cause di questo mutamento sono state ricercate in varie direzioni, ma la tesi attualmente più accreditata ha a che fare con una presunta dislessia di James: l'autore infatti era solito aggirare il problema parlando lentamente, in modo ricercato; nel momento in cui iniziò a dettare le proprie opere a una segretaria, è possibile che la sua parlantina elaborata abbia sostituito la scrittura semplice, secondo una sorta di processo inverso. Il risultato è una prosa a tratti barocca, che l'amica Edith Wharton non cessò mai di rimproverargli. I suoi romanzi brevi, come Il carteggio Aspern (The Aspern Papers) e Il giro di vite (The Turn of the Screw), sono generalmente scritti in uno stile più semplice affine ai lavori giovanili, nonostante il secondo sia un'opera piuttosto tarda.
Per molti versi James è simile a scrittori teatrali del XVII secolo come Racine e Molière, vicini a lui per stile e poetica e a Shakespeare, nonostante le differenze di temi: come loro James era interessato al conflitto morale e alle scelte degli individui, senza condannare la società per essi ma considerandola quale causa e accettando ogni dinamica, anche la più crudele, come un'ineluttabile condizione della vita. È possibile in questo senso vedere le opere di James come una speculazione delle possibilità. The Portrait of a Lady analizza cosa può accadere quando una giovane donna idealista diventa improvvisamente molto ricca; Il giro di vite descrive la tragedia psicologica di una donna nubile (mentalmente instabile, secondo alcuni critici) che diventa governante.

## Opere

### Romanzi
- Watch and Ward (1871)
  - Tutore e pupilla, a cura di Alessandra Cremonese; postfazione di Agostino Lombardo, Roma: Editori riuniti, 1987
- Roderick Hudson (1875)
  - Roderick Hudson, traduzione e introduzione di Margherita Guidacci, Bologna: Cappelli, 1960; Firenze: Sansoni, 1965
- The American (1877)
  - L'americano, traduzione di Carlo Linati, Milano: Mondadori, 1945; Firenze: Sansoni, 1965; a cura di Piero Pignata, Torino: UTET, 1967; traduzione di Bruno Oddera, Milano: Fabbri, 1974; introduzione di Guido Fink; traduzione di Bruno Oddera, Roma: Tascabili economici Newton, 1993
- The Europeans (1878)
  - Gli Europei, Firenze: Sansoni, 1965; Torino: SEI, 1989; traduzione di Benedetta Bini, Milano: Frassinelli, 1996; con uno scritto di Michel Butor, Milano: Oscar Mondadori, 2011
- Confidence (1880)
  - Fiducia, traduzione di Giorgio Manganelli, Milano: Istituto editoriale italiano, 1946
- Washington Square (1880)
  - Piazza Washington
- The Portrait of a Lady (1881)
  - Ritratto di signora
- The Bostonians (1886)
  - Le bostoniane, Firenze: Sansoni, 1965; introduzione di Agostino Lombardo; traduzione di Marcella Bonsanti, Milano: BUR, 1988; introduzione di Guido Fink; traduzione integrale di Marcella Bonsanti, Roma: Biblioteca economica Newton, 2005; traduzione di Luigi Lunari, Milano: Feltrinelli, 2021;
  - I bostoniani, Milano: Rizzoli, 1965
- The Princess Casamassima (1886)
  - Principessa Casamassima, Milano: Garzanti, 1975; introduzione e traduzione di Franco Cordelli, Milano: Garzanti, 1994;
- The Reverberator (1888)
  - Il riflettore, nota introduttiva di Sergio Perosa; traduzione di Mario Manzari, Torino: Einaudi, 1976; traduzione e cura di Massimo Ferraris, Roma: Elliot, 2022;
  - Il riverberatore, Firenze: Sansoni, 1967
- The Tragic Muse (1890)
  - La musa tragica, a cura di Maurizio Ascari, Torino: G. Einaudi, 1996;
- The Other House (1896)
  - L'altra casa, a cura di Agostino Lombardo, Roma, Editori Riuniti, 1983; Roma, Cooper, 2004; Milano, Mondadori 2010;
- The Spoils of Poynton (1897)
  - Le spoglie di Poynton, Firenze: Sansoni, 1967; introduzione di Nadia Fusini, Firenze: Sansoni, 1989
- What Maisie Knew (1897)
  - Ciò che sapeva Maisie, Firenze: Sansoni, 1967;
  - Che cosa sapeva Maisie, prefazione di Sergio Perosa, Milano: Bompiani, 1981; traduzione di Sergio Baldi e Aldo Celli, Milano: Fabbri, 1996;
  - Quel che sapeva Maisie, traduzione di Ugo Tessitore; introduzione di Giovanna Mochi, Venezia: Marsilio, 2001;
- The Awkward Age (1899)
  - L'età ingrata, Firenze: Sansoni, 1967; a cura di Agostino Lombardo, Firenze: Sansoni, 1991
- The Sacred Fount (1901)
  - La fonte sacra, trad. di Sergio Perosa, Vicenza, Neri Pozza, 1963-2016; Torino, Einaudi, 1984-1989
- The Wings of the Dove (1902)
  - Le ali della colomba, trad. Beatrice Boffito Serra, BUR, Milano, 1964; introduzione di Viola Papetti, Collana Classici n.1022, BUR, Milano, 1994-2009; trad. Stefania Piccinato, Collana i grandi classici stranieri n.64, Sansoni, Firenze, 1967
- The Ambassadors (1903),
  - Gli ambasciatori, trad. di Hilia Brinis, Milano, Frassinelli, 1998
- The Golden Bowl (1904)
  - La coppa d'oro, trad. Pina Sergi, Sansoni, Firenze, 1967; Introduzione di Viola Papetti, Collana Classici, BUR, Milano, 1997.
- The Outcry (1911)
  - La protesta, trad. di Maurizio Bartocci, Introduzione di Sergio Perosa, Roma, Fazi, 2006, ISBN 978-88-811-2702-3; col titolo Indignazione, Fazi Editore, 2015, ISBN 978-88-762-5766-7.
- The Ivory Tower (incompiuto e pubblicato postumo)
- The Sense of the Past (incompiuto e pubblicato postumo)
  - Il senso del passato, trad. di Marcella Bonsanti, prefazione di Percy Lubbock, Collana Le mosche bianche, Garzanti, Milano, 1983.

### Racconti
- A Tragedy of Error (1864)
- The Story of a Year (1865), tr. Storia di un anno
- A Landscape Painter (1866), tr. Un pittore di paesaggi
- A Day of Days (1866)
- My Friend Bingham (1867)
- Poor Richard (1867 e 1885)
- The Story of A Masterpiece (1868), tr. La storia di un capolavoro in Tre ritratti
- The Romance of Certain Old Clothes (1868, 1875 e 1885)
- A Most Extraordinary Case (1868 e 1885), tr. Un caso straordinario
- A Problem (1868)
- De Grey: A Romance (1868)
- Osborne's Revenge (1868), tr. La vendetta di Osborne
- A Light Man (1869, 1884 e 1885)
- Gabrielle De Bergerac (1869), tr. id.
- Travelling Companions (1870)
- A Passionate Pilgrim (1871), tr. Un pellegrino appassionato
- At Isella (1871)
- Master Eustace (1871 e 1885)
- Guest's Confession (1872)
- The Madonna of the Future (1873, 1875 e 1879)
- The Sweetheart of M. Briseaux (1873), tr. La signora in giallo in Tre ritratti
- The Last of the Valerii (1874, 1875 e 1879), tr. L'ultimo dei Valeri
- Madame de Mauves (1874 come Mme. De Mauves, 1875 e 1879), tr. id.
- Adina (1874), tr. id.
- Professor Fargo (1874), tr. id.
- Eugene Pickering (1874, 1875 e 1879)
- Benvolio (1875 e 1879)
- Crawford's Consistency (1876)
- The Ghostly Rental (1876), tr. Il patto col fantasma
- Four Meetings (1877, 1879 e 1885), tr. Quattro incontri
- Rose-Agathe (1878, e 1885 come Theodolinde), tr. in Rose-Agathe e altre
- Daisy Miller: A Study (1878 e 1879), tr. Daisy Miller
- Longstaff's Marriage (1878 e 1879), tr. in Storie di matrimonio
- An International Episode (1878-79 e 1879) tr. Un episodio internazionale
- La pensione Beaurepas (The Pension Beaurepas,1879, 1881 e 1883). Contiene anche Un fascio di lettere e Il punto di vista,  Mattioli 1885, Fidenza 2015 traduzione e cura di Francesca Così e Alessandra Repossi ISBN 978-88-6261-464-1
- The Diary of a Man of Fifty (1879 e 1880), Il diario di un uomo di cinquant'anni, in Daisy Miller ed altri racconti
- A Bundle of Letters (1879, 1880 e 1881), tr. Un fascio di lettere (vedi La pensione Beaurepas)
- The Point of View (1882 e 1883) tr. Il punto di vista (vedi La pensione Beaurepas)
- The Siege of London (1883) tr. L'assedio di Londra
- The Impressions of a Cousin (1883 e 1884)
- Lady Barberina (1884), tr. it. Lady Barberina, a cura di Sandro Naglia e Marco Tornar, Chieti, Solfanelli, 2011
- Pandora (1884 e 1885)
- The Author of «Beltraffio» (1884 e 1885)
- Georgina's Reasons (1884 e 1885)
- A New England Winter (1884)
- The Path of Duty (1884 e 1885)
- Mrs. Temperly (1887 come Cousin Maria, e 1889)
- Louisa Pallant (1888), tr. id. in Storie di matrimonio
- The Aspern Papers (1888), tr. Il carteggio Aspern
- The Liar (1888 e 1889) tr. Il bugiardo
- The Modern Warning (1888)
- A London Life (1888 e 1889), tr. Una vita londinese
- The Lesson of the Master (1888 e 1892), tr. La lezione del maestro
- The Patagonia (1888 e 1889), tr. Il Patagonia
- The Solution (1889 e 1892)
- The Pupil (1891 e 1892), tr. Lo scolaro, L'allievo
- Brooksmith (1891 e 1892) tr. id.  ne Le vite private
- The Marriages (1891 e 1892), tr. Storie di matrimonio
- The Chaperon (1891 e 1893)
- Sir Edmund Orme (1891 e 1892) tr. id.
- Nona Vincent (1892 e 1893)
- The Real Thing (1892 e 1893), tr. La cosa reale
- The Private Life (1892 e 1893) tr. La vita privata ne Le vite private
- Lord Beaupre (1892 come Lord Beauprey, e 1893)
- The Visits (1892 come The Visit, e 1893)
- Sir Dominick Ferrand (1892 come Jersey Villas, e 1893)
- Greville Fane (1892 e 1893) tr. id.
- Collaboration (1892 e 1893)
- Owen Wingrave (1892 e 1893) tr. id
- The Wheel of Time (1892-93 e 1893) tr. La ruota del tempo
- The Middle Years (1893 e 1895) tr. Autobiografia degli anni di mezzo
- The Death of the Lion (1894 e 1895), tr. Il grand'uomo
- The Coxon Fund (1894 e 1895)
- The Altar of the Dead (1895), tr. L'altare dei morti
- The Next Time (1895 e 1896), tr. La prossima volta
- Glasses (1896), tr. Occhiali, in Rose-Agathe e altre
- The Figure in the Carpet (1896), tr. La cifra nel tappeto
- The Way It Came (1896), tr. Gli amici degli amici
- The Turn of the Screw (1898), tr. Il giro di vite
- Covering End (1898)
- In the Cage (1898), tr. In gabbia
- John Delavoy (1898 e 1900), tr. id.
- The Given Case (1898-99 e 1900)
- «Europe» (1899 e 1900)
- The Great Condition (1899 e 1900)
- The Real Right Thing (1899 e 1900) tr. "La cosa veramente giusta" o "La via giusta"
- Paste (1899 e 1900)
- The Great "Good Place (1900) tr. "Il gran bel posto" o "Il luogo benedetto"
- Maud-Evelyn (1900)
- Miss Gunton of Poughkeepsie (1900)
- The Tree of Knowledge (1900), tr. L'albero della conoscenza
- The Abasement of the Northmores (1900) tr. La disfatta di Northmore
- The Third Person (1900), tr. Una terza persona
- The Special Type (1900 e 1903)
- The Tone of Time (1900 e 1903) tr. La patina del tempo in Tre ritratti
- Broken Wings (1900 e 1903)
- The Two Faces (1900 come The Faces, e 1903) tr. Le due facce
- Mrs. Medwin (1901 e 1903) tr. La signora Medwin
- The Beldonald Holbein (1901 e 1903), tr. it. L'Holbein di Lady Beldonald, a cura di Sandro Naglia, Chieti, Solfanelli, 2011
- The Story in It (1902 e 1903), tr. Vederci una storia, in Rose-Agathe e altre
- Flickerbridge (1902 e 1903)
- The Birthplace (1903), tr. it. "La casa natale", traduzione e cura di Sergio Perosa, Edizioni Spartaco, 2022
- The Beast in the Jungle (1903), tr. La bestia nella giungla
- The Papers (1903), tr. I Giornali
- Fordham Castle (1904 e 1909) tr. Il castello di Fordham ne Le vite private
- Julia Bride (1908 e 1909), tr. id. in Rose-Agathe e altre
- The Jolly Corner (1908 e 1909), tr. L'angolo allegro in Racconti
- «The Velvet Glove» (1909 e 1910), tr. Il guanto di velluto, in Daisy Miller ed altri racconti
- Mora Montravers (1909 e 1910), tr. id. in Rose-Agathe e altre
- Crapy Cornelia (1909 e 1910), tr. La crespa Cornelia
- The Bench of Desolation (1909-10 e 1910), tr. La panchina della desolazione
- A Round of Visits (1910)

### Letteratura di viaggio
- A Little Tour in France (1884), tr. Breve viaggio in Francia

- - Introductory (1883-84 e 1900)
  - Tours
  - Tours: the Cathedral
  - Tours: Saint Martin
  - Tours: Saint Julian
  - Tours: Plessis-les-Tours
  - Tours: Marmoutier
  - Blois
  - Chambord
  - Amboise
  - Chaumont
  - Chenonceaux
  - Azay-le-Rideau
  - Langeais
  - Loches
  - Bourges
  - Bourges The Cathedral
  - Bourges: Jacques Coeur
  - Le Mans
  - Angers
  - Nantes
  - La Rochelle
  - Poitiers
  - Angouleme
  - Bordeaux
  - Toulouse
  - Toulouse: the Capitol
  - Toulouse: Saint-Sernin
  - Carcassonne (I)
  - Carcassonne (II)
  - Narbonne
  - Montpellier
  - The Pont du Gard
  - Aigues-Mortes
  - Nimes
  - Tarascon
  - Arles
  - Arles The Theatre
  - Arles: the Museum
  - Les Baux
  - Avignon
  - Avignon The Palace of the Popes
  - Villeneuve-les-Avignon
  - Vaucluse
  - Orange
  - Macon
  - Bourg-en-Bresse
  - The Church at Brou
  - Beaune
  - Dijon

- English Hours (1905)

- - London (1888 e 1893)
  - Browning in Westminster Abbey (1890 e 1893)
  - Chester (1872, 1875 e 1883)
  - Lichfield and Warwick (1872, 1875 e 1883)
  - North Devon (1872, 1875 e 1883)
  - Wells and Salisbury (1872, 1875 e 1883)
  - An English Easter (1877)
  - London at Midsummer (1877)
  - Two Excursions (1877)
  - In Warwickshire (1877)
  - Abbeys and Castles (1877)
  - English Vignettes (1979)
  - An English New Year (1879 come The New Year in England)
  - An English Winter Watering-place (1879 come An English Winter Watering Place)
  - Winchelsea, Rye and «Denis Duval» (1901)
  - Old Suffolk (1897)

- Great Britain: Uncollected Travel Writings

- - London Sights (1875)
  - The Oxford-Cambridge Boat-Race (1877)
  - The Suburbs of London (1877)
  - London in the Dead Season (1878)
  - In Scotland (1878)
  - The Question of the Mind (1915)
  - Refugees in England (1915)
  - Within the Rim (1915)
  - The Long Wards (1916)

- The American Scene (1907)

- - New England: An Autumn Impression (1905)
  - New York Revisited (1906)
  - New York and the Hudson: A Spring Impression (1905)
  - New York: Social Notes (1906)
  - The Bowery and Thereabouts
  - The Sense of Newport (1906)
  - Boston (1906)
  - Concord and Salem
  - Philadelphia (1906)
  - Baltimore (1906)
  - Washington (1906)
  - Richmond (1906 come Richmond, Virginia)
  - Charleston
  - Florida

- Altri precedenti articoli di viaggio in America

- - Lake George (1870 e 1883)
  - From Lake George to Burlington (1870 e 1883)
  - Saratoga (1870 e 1883)
  - Newport (1870 e 1883)
  - Quebec (1871 e 1883)
  - Niagara (1871 e 1883)
  - Americans Abroad  (1878)

- Italian Hours (1909), tr. Ore italiane

- - Venice (1882 e 1883)
  - The Grand Canal (1892)
  - Venice: An Early Impression (1873, 1875 e 1883)
  - Two Old Houses and Three Young Women (1899)
  - Casa Alvisi (1902)
  - From Chambéry to Milan (1872, 1875 e 1883)
  - The Old Saint-Gothard (1874 come An Autumn Journey, 1875 e 1883)
  - Italy Revisited (1878 e 1883)
  - A Roman Holiday (1873, 1875 e 1883)
  - Roman Rides (1873, 1875 e 1883)
  - Roman Neighbourhoods (1873, 1875 e 1883)
  - The After-Season in Rome (1873 e 1875)
  - From a Roman Note-Book (1873, 1875 e 1883)
  - A Few Other Roman Neighbourhoods
  - A Chain of Cities (1874, 1875 e 1883)
  - Siena Early and Late (1874, 1875 e 1883 come Siena, solo la prima parte)
  - The Autumn in Florence (1874, 1875 e 1883)
  - Florentine Notes (1874, 1875 e 1883)
  - Tuscan Cities (1874, 1875 e 1883), tr. Città e paesaggi di Toscana
  - Other Tuscan Cities
  - Ravenna (1874, 1875 e 1883)
  - The Saint's Afternoon and Others (1901)

- Altri viaggi

- - Swiss Notes (1872, 1875 e 1883)
  - Homburg Reformed (1873, 1875 e 1883)
  - Darmstadt (1873, 1875 e 1883)
  - The Splügen (1874 come A Northward Journey, e 1875)
  - In Holland (1874, 1875 e 1883)
  - In Belgium (1874, 1875 e 1883)
  - Chartres (1876 e 1883)
  - Rouen (1876 come Summer in France, e 1883)
  - Etretat (1876 e 1883)
  - From Normandy to the Pyrenees (1877 e 1883)
  - Occasional Paris (1878 come Paris Revisited, e 1883)
  - Rheims and Laon: A Little Tour (1878 come A Little Tour in France, e 1883)
  - Very Modern Rome (postumo, ritrovato nel 1954)
  - The American Volunteer Motor-Ambulance Corps in France (1914)
  - France (1915)

### Critica letteraria
- Saggi di letteratura
  - The Works of Epictetus (1866)
  - Recent Volumes of Poems (1867)
  - Modern Women (1868)
  - New Novels (1875)
  - Recent Novels (1876)
  - The Art of Fiction (1884 e 1888), tr. L'arte del romanzo
  - An Animated Conversation (1889 e 1893)
  - Letter to the Deerfield Summer School (1889)
  - The Science of Criticism (1891 e 1893)
  - The Future of the Novel (1899)
  - The Present Literary Situation in France (1899)
  - The New Novel (1914)
  - Mr. and Mrs. James T. Fields (1915)
  - The Founding of the «Nation» (1915)
- Scrittori americani
  - Louisa May Alcott
    - Moods (1865)
    - Eight Cousins: or, The Aunt-Hill (1875)

  - William Rounseville Alger
    - The Friendships of Women (1867)

  - H. Willis Baxley
    - Spain. Art Remains and Art Realities (1875)

  - John Burroughs
    - Winter Sinshine (1876)

  - George H. Calvert
    - Essays-Aesthetical (1875)

  - William Ellery Channing
    - Correspondence of William Ellery Channing and Lucy Aikin 1826-42 (1875)

  - Rebecca Harding Davis
    - Waiting for the Verdict (1867)
    - Dallas Galbraith (1868)

  - John William De Forest
    - Honest John Vane (1874)

  - Ralph Waldo Emerson
    - The Correspondence of Thomas Carlyle and Ralph Waldo Emerson, 1834-1872 (1883)
    - A Memoir of R. W. Emerson, by James Elliot Cabot (1887 e 1888)

  - Henriette Deluzy-Desportes Field
    - Home Sketches in France, and Other Papers (1875)

  - Julia Constance Fletcher
    - Kismet (1877)
    - Mirage (1878)

  - William C. Gannett
    - Extra Stiles Gannett, Unitarian Minister in Boston, 1824-71 (1875)

  - Henry Harland
    - Comedies and Errors (1898)

  - James Albert Harrison
    - A Group of Poets and Their Haunts

  - Gilbert Haven
    - Out Next-Door Neirghbor, a Winter in Mexico (1875)

  - Julian Hawthorne
    - Idolatry: A Romance (1874)
    - Saxon Studies (1876)
    - Garth (1877)

  - Nathaniel Hawthorne
    - Passages from the French and Indian Note-Books (1872)
    - Hawthorne (1879), tr. id.
    - Nathaniel Hawthorne (1804-1864)
    - Letter to Hon. Robert S. Rantoul: the Hawthorne Centennial, 1904 (1905)

  - William Dean Howells
    - Italian Journeys(1868)
    - Poems (1874)
    - A Foregone Conclusion (I) (1875)
    - A Foregone Conclusion (II) (1875)
    - William Dean Howells 1804-64 (1896)
    - A Letter to Mr. Howells (1912)

  - Helen Hunt Jackson e Rhoda Broughton
    - Mercy Philbrick's Choice and Joan (1876)

  - James Russell Lowell
    - James Russell Lowell (1892 e 1893)
    - James Russell Lowell (1819-91) (1896)

  - Philip Van Ness Myers
    - Remains of the Lost Empires (1875)

  - Ehrman Syme Nadal
    - Impressions of London Social Life (1875)

  - Charles Nordhoff
    - The Communistic Societies of the United States (1875)

  - Francis Parkman
    - The Jesuits in North America in the XVII Century (1867)
    - The Old Régime in Canada (1874)

  - Albert Rhodes
    - The French at Home (1875)

  - Addison Peale Russell
    - Library Notes

  - Henry D. Sedley
    - Marian Rooke; or, the Quest for Fortune (1866)

  - Anne Moncure Crane
    - Emily Chester. A Novel (1865)
    - Opportunity. A Novel (1867)

  - Alvan S. Southworth
    - Four Thousand Miles of African Travel (1875)

  - Harriet Elizabeth Prescott Spofford
    - Azarian: an Episode (1865)

  - Elizabeth Stoddard
    - Two Men. A Novel (1967)

  - Harriet Beecher Stowe
    - We and Our Neighbors (1875)

  - Bayard Taylor
    - John Godfrey's Fortunes (1957)

  - James Whistler
    - Mr Whistler and Art Criticism (1879)

  - Walt Whitman
    - Drum-Taps

  - Adeline Dutton Whitney
    - The Gayworthys: a Story of Threads and Thrums (1865)

  - Constance Fenimore Woolson
    - Miss Woolson (1887 e 1888)

  - American Letters (da «Literature» e «The Question of the Opportunities») (1898)
- Scrittori inglesi
  - Matthew Arnold
    - Essays in Criticism (1865)
    - Mather Arnold (1884)

  - Sir Samuel Baker
    - Ismailia: A Narrative of the Expeditions to Central Africa for the Suppresion of the Slave Trade (1875)

  - William Black
    - The Portrait: A Weekly Photograph and Memoir (1877)
    - Macleod of Dare (1878)

  - Mary Elizabeth Braddon
    - Aurora Floyd (1865)

  - Rupert Brooke
    - Preface to Letters from America (1916)

  - Stopford Augustus Brooke
    - Theology in the English Poets (1875)

  - Elizabeth Barrett Browning
    - Letters of Elizabeth Barrett Browning, addressed to R. H. Horne (1877)

  - Robert Browning
    - The Inn Album
    - Browning in Westminster Abbey (1890 e 1893)
    - The Novel in The Ring and the Book (1912 e 1914)

  - Frederick G. Burnaby
    - A Ride to Khiva (1877)

  - George Gordon, Lord Byron
    - Memoir of the Rev. Francis Hodgson, B. D. with Numerous Letters from Lord Byron and Others, by T.P. Hodgson (1879)

  - Verney Lovett Cameron
    - Across Africa (1877)

  - Elizabeth Rundle Charles
    - Hearthstone Series
    - Winifred Bertram and the World She Lived In (1866)

  - Dutton Cook
    - A Book of the Play (1877)

  - Hubert Crackanthorpe
    - Hubert Crackanthorpe (1897)

  - Dinah Maria Mulock Craik
    - A Noble Life (1866)

  - Oswald John Frederick Crawfurd (John Latouche)
    - Travels in Portugal (1875)

  - Charles Dickens
    - Out Mutual Friend (1865)

  - Benjamin Disraeli
    - Lothair (1870)

  - Lady Lucie Duff-Gordon
    - Letters from Egypt (1875)

  - George du Maurier
    - George du Maurier (I) (1894)
    - George du Maurier (II) (1897)

  - George Eliot
    - Felix Holt, the Radical (1866)
    - The Novels of George Eliot (1866)
    - The Spanish Gypsy: A Poem (I) (1868)
    - The Spanish Gypsy: A Poem (II) (1868)
    - Middlemarch. A Study of Provincial Life (1873)
    - The Legend of Jubal, and Other Poems (1874)
    - George Eliot's Daniel Deronda (1876)
    - Daniel Deronda:A Conversation (1876 e 1888)
    - «The Lifted Veil» and «Brother Jacob» (1878)
    - The Life of George Eliot (1885 e 1888)

  - Frances Elliot
    - The Italians: A Novel (1875)

  - James Anthony Froude
    - Short Studies on Great Subjects (1867)

  - Elizabeth Cloghorn Gaskell
    - Wives and Daughters. A Novel (1866)

  - Charles C.F. Greville
    - A Journal of the Reigns of George IV and William IV (1875)

  - Philip Gilbert Hamerton
    - Contemporary French Painters. An Essay (1868)
    - Round my House (1876)

  - Thomas Hardy
    - Far from the Madding Crowd (1875)

  - Augustus J.C. Hare
    - Days Near Rome (1845)
    - Cities of Northern and Central Italy (1876)
    - Walks in London (1878)

  - Abraham Hayward
    - Selected Essays (1878)

  - Sir Arthur Helps
    - Social Pressure (1876)

  - Rosamond and Florence Hill
    - What We Saw in Australia (1876)

  - Anna Jameson
    - Memoirs of Anna Jameson, by Geraldine Macpherson (1878)

  - Frances Anne Kemble
    - Record of a Girlhood (1878)
    - Frances Anne Kemble (1893)

  - Charles Kingsley
    - Hereward, the Last of the English (1866)
    - Charles Kingsley (1875)
    - Charles Kingsley. His Letters and Memoirs of his Life (1877)

  - Henry Kingsley
    - The Hillyars and the Burtons: A Story of Two Families (1865)

  - Thomas Laurence Kington-Oliphant
    - The Duke and the Scholar, and Other Essays (1875)

  - Rudyard Kipling
    - Introduction to Mine Own People (1891)

  - Cornelia Knight
    - Personal Reminiscences of Cornelia Knight and Thomas Raikes, edited by R. H. Stoddard (1875)

  - John A. Lawson
    - Wanderings on the Interior of New Guinea (1875)

  - Henrietta Louis (Farrer) Lear
    - A Christian Painter of the Nineteenth Century: Being the Life of Hippolyte Flandrin (1875)

  - David Livingstone
    - The Last Journals of David Livinstone in Central Africa, from 1865 to the Death, by Horace Wallace (1875)

  - William Charles Macready
    - Macready's Reminiscences, and Selections from his Diaries and Letters, edited by Sir Frederick Pollock (1875)

  - Anne E. Manning
    - The Household of Sir Thomas More and Jacques Bonneval (1867)

  - Theodore Martin
    - The Life of His Royal Highness the Prince Consort. Vol. I (1875)
    - The Life of H.R.H. the Prince Consort Vol. II (1877)
    - The Life of H.R.H. the Prince Consort. Vol. III (1878)

  - David Masson
    - Three Devils: Luther's, Milton's, and Goethe's (1875)

  - Thomas Moore e William Jerdan
    - Personal Reminiscences, edited by R. H. Stoddard (1875)

  - William Morris
    - The Life and Death of Jason: a Poem (1867)
    - The Earthly Paradise: A Poem (I) (1868)
    - The Earthly Paradise: A Poem (II) (1868)

  - Laurence Oliphant
    - The Tender Recollections of Irene Macgillicuddy (1878)

  - Ouida (Marie Louise de la Ramée)
    - Signa: A Story (1875)

  - Nassau William Senior
    - Essays on Ficiton (1864)

  - William Shakespeare
    - Introduction to «The Tempest» (1907)

  - Samuel Smiles e Sarah Tytler
    - The Huguenots; their Settlements, Churches, and Industries in England and Ireland and The Huguenot Family in the English Village (1868)

  - George Barnett Smith
    - Poets and Novelists (1875)

  - Robert Louis Stevenson
    - Robert Louis Stevenson
    - The Letters of Robert Louis Stevenson to his Family and Friends, edited by Sidney Colvin (1900 e 1914), tr. Amici rivali

  - Algernon Swinburne
    - Chastelard. A Tragedy (1866)
    - Essays and Studies (1875)
    - Notes of an English Republican on the Muscovite Crusade (1877)

  - William Makepeace Thackeray
    - Thackerayana (1875)
    - Winchelsea, Rye, and «Denis Duval» (1901 e 1905)

  - John Tomson
    - The Straits of Malacca, Indo-China, and China (1875)

  - Anthony Trollope
    - Miss Mackenzie. A Novel (1865)
    - Can You Forgive Her? (1865)
    - The Belton Estate (1866)
    - Linda Tressel (1868
    - Anthony Trollope (1883 e 1888)

  - Thomas Adolphus Trollope
    - Lindisfran Chase. A Novel (1865)

  - John Tyndall
    - Hours of Exercise in the Alps (1871)

  - Donald Mackenzie Wallace
    - Russia (1877)

  - Mrs. Humphry Ward
    - Mrs. Humphry Ward (1892, 1893)

  - Andrew Wilson
    - The Abode of the Snow (1875)

  - Andrew Wynter
    - Fruit Between the Leaves (1875)

  - Charlotte Mary Yonge e Francis Awdry
    - Life of John Coleridge Patteson, Missionary Bishop to the Melanesian Islands and The Story of a Fellow-Soldier (1875)

  - London Notes
- 18 prefazioni all'edizione americana delle opere 1907-09:
  - Roderick Hudson (vol. I, 1907)
  - The American (vol. II, 1907)
  - The Portrait of a Lady (voll. III & IV, 1908)
  - The Princess Casamassima (voll. V & VI, 1908)
  - The Tragic Muse (vol. VII & VIII, 1908)
  - The Awkward Age (vol. IX, 1908)
  - The Spoils of Poynton, A London Life, The Chaperon (vol. X, 1908)
  - What Maisie Knew, The Pupil, In the Cage (vol. XI, 1908)
  - The Aspern Papers, The Turn of the Screw, the Liar, the Two Faces (vol. XII, 1908)
  - The Reverberator, Madame de Mauves, A Passionate Pilgrim, The Madonna of the Future, Louisa Pallant (vol. XIII, 1908)
  - Lady Barbarina, The Siege of London, An International Episode, The Pension Beaurepas, A Bundle of Letters, The Point of View (vol. XIV, 1908)
  - The Lesson of the Master, the Death of the Lion, The Next Time, The Figure in the Carpet, The Coxon Fund (vol. XV, 1908)
  - The Author of Beltraffio, The Middle Years, Greville Fane, Broken Wings, The Tree of Knowledge, The Abasement of the Northmores, The Great Good Place, Four Meetings, Paste, Europe, Miss Gunton of Poughkeepsie, Fordham Castle (vol. XVI, 1909)
  - The Altar of the Dead, The Beast of the Jungle, The Birthplace, the Private Life, Owen Wingrave, The Friends of the Friends, Sir Edmund Orme, The Real Right Thing, The Jolly Corner, Julia Bride (vol. XVII, 1909)
  - Daisy Miller, Pandora, The Patagonia, The Marriages, The Real Thing, Brooksmith, The Beldonald Holbein, The Story In It, Flickerbridge, Mrs. Medwin (vol. XVIII, 1909)
  - The Wing of the Dove (voll. XIX & XX, 1909)
  - The Ambassadors (voll. XXI & XXII, 1909)
  - The Golden Bowl (voll. XXIII & XXIV, 1909)
- French Poets and Novelists (1878)
- Scrittori francesi
  - André-Marie e Jean-Jacques Ampère
    - The Two Ampères (1875 e 1878)

  - Honoré de Balzac
    - Honoré de Balzac (I)
    - Correspondance de H. de Balzac, 1819-50 (1877 e 1878)
    - Honoré de Balzac (II) (1905), tr. in Tre saggi su Balzac
    - The Lesson of Balzac, tr. in Tre saggi su Balzac
    - Balzac, par Émile Faguet (1913 e 1914), tr. in Tre saggi su Balzac

  - Charles Baudelaire
    - Charles Baudelaire (1876 e 1878)

  - Charles de Bernard and Gustave Flaubert
    - The Minor French Novelists (1876)

  - Victor Cherbuliez
    - Meta Holdenis
    - Miss Rovel

  - Père Chocarne
    - The Inner Life of the Very Reverend Père Lacordaire

  - Alphonse Daudet
    - Three French Books: La Fille de Roland, par le Vicomte Henri de Bornier; Fromont Jeune et Risler Aîné, par Alphonse Daudet; Jeanne d'Arc, par H. Wallon (1875)
    - Mon Frère et Moi: Souvenirs d'Enfante et de Jeunesse, par Ernest Daudet
    - Alphonse Daudet (I)
    - Port Tarascon: "Translator's Preface" (1890)
    - Alphonse Daudet (II) (1897)

  - Ximenes Doudan
    - Letter from Paris: The Late M. Doudan's Correspondence (1876)
    - Mèlanges et Lettres de X. Doudan (1878)

  - Gustave Droz
    - Around a Spring (1871)

  - Alexandre Dumas
    - Affaire Clèmenceau: Mémoire de l'Accusé

  - Octave Feuillet
    - Camors: or, Life Under the New Empire (1868)
    - Les Amours de Philippe (1877)

  - Gustave Flaubert
    - La Tentation de Saint-Antoine (1874)
    - Correspondance de Gustave Flaubert (1893)
    - Gustave Flaubert (1902 e 1914)

  - Eugène Fromentin
    - A Study of Rubens and Rembrandt. Les maitres d'autrefois
    - Belgique-Holland

  - Théophile Gautier
    - Tableux de Siège: Paris 1870-71 (1872)
    - Theatre of Théophile Gautier (1873 e 1878)
    - Théphile Gautier, Souvenirs intimes, par Ernest Feydeau; Histoire du romantisme suivie de Notices romantiques, ecc. par Théphile Gautier (1874)
    - A Winter in Russia (1874)
    - Contantinople (1875)

  - Marie-Thérèse Rodet Geoffrin
    - Correspondance inèdite du Roi Stanislas Auguste Poniatowski et de Mme. Geoffrin, 1764-77

  - Émile de Girardin
    - Letter from Paris: Grandeur ou déclin de la France (1876)

  - Comte Joseph Arthur de Gobineau
    - Nouvelles asiatiques (1876)

  - Edmond de Goncourt
    - La Fille Elisa (1877)
    - The Journal of the Brothers de Goncourt (1888 e 1893)

  - Eugénie de Guérin
    - The Journal of the Eugénie de Guérin (1865)
    - Lettres d'Eugénie de Guérin

  - Maurice de Guérin
    - The Journal of Maurice de Guérin (1867)

  - Victor Hugo
    - Les Travailleurs de la Mer (1866)
    - Quatrevingt-treize (1874)
    - Lègende des Siècles (1877)

  - Joseph Joubert
    - Pensées of Joubert (1878)

  - Horace de Lagardie
    - "French Novels and French Life" (1877)

  - Auguste Laugel
    - Italie, Sicile, Bohème: Notes de Voyage (1873)
    - La France politique et sociale (1877)

  - John Lemoinne
    - Letter from Paris: The Reception of John Lemoinne at the Academy (1876)

  - Pierre Loti
    - Pierre Loti (I) (1888 e 1893)
    - Pierre Loti (II) (1898)

  - Guy de Maupassant
    - Guy de Maupassant (I) (1888)
    - Guy de Maupassant (II) (1889)

  - Charles de Mazade
    - La Literature at nos Désastres (1875)
    -  The Life of Count Cavour (1877)

  - Prosper Mérimée
    - Dernières nouvelles (1874)
    - Merimee's Letters (1874 e 1878)
    - Lettres à une autre inconnue (1876)
    - Prosper Merimée (1898)

  - Gustave de Molinari
    - Lettres sur les États-Unis et le Canada (1877)

  - Émile Montêgut
    - Souvenirs de Bourgogne (1874)

  - Alfred de Musset
    - Selections from Prose and Poetry of Alfred de Musset (1870)
    - Biographie de Alfred de Musset, par Paul de Musset (1877 e 1878)

  - Henri Regnault
    - Correspondence de Henri Regnault (1873)

  - Ernest Renan
    - Ernest Renan at Ischia (1875)
    - Letter from Paris: Current Literature (1876)
    - Letter from Paris: M. Ernest Renan's New Volume (1876)
    - Souvenirs d'Enfance et de Jeunesse (1883)

  - Madame de Sabran
    - Correspondence inèdite de la Comtesse de Sabran et du Chevalier de Boufflers (1875 e 1878)

  - Charles Augustin de Sainte-Beuve
    - Portraits of Celebrated Women (1868)
    - Premièrs Lundis (1875)
    - English Portraits (1875)
    - Letter from Paris: Recent Books: Chroniques Parisiennes and Cahiers de Sainte-Beuve (1876)
    - Correspondance de C.A. Sainte-Beuve, 1822-69 (1880 e 1904)

  - George Sand
    - Mademoiselle Merquem (1868)
    - Letter from Paris: The Late George Sand (1876)
    - Letter from Paris: George Sand (1876)
    - George Sand (1877 e 1878)
    - Dernières Pages (1877)
    - She and He: Recent Documents (1897 e 1914)
    - George Sand: The New Life (1902 e 1914)
    - George Sand, par Wladimir Karénine (1914)

  - Jules Sandeau
    - Jean de Thommeray; Le Colonel Evrard (1874)

  - Edmond Schérer
    - Nouvelles études sur la littérature contemporaine (1865)
    - Études critiques de littérature (1876)

  - Stendhal (Marie Henri Beyle)
    - Henri Beyle (otherwise De Stendahl). A Critical and Biographical Study, by Andrew Archibald Paton (1874)

  - Anne Sophie Swetchine
    - Life and Letters of Madame Swetchine, by Count de Falloux (1868)

  - Hippolyte Taine
    - Italy: Rome and Naples (1868)
    - Notes sur l'Angleterre (1872)
    - History of English Literature (1872)
    - Notes on Paris. The Life and Opinions of M. Frederic-Thomas Graindorge, etc. (1875)
    - Letter from Paris: Les origines de la France contemporaine (1876)
    - M. Taine's Letter on George Sand in the «Journal des Débats» (1876)

  - Victor Tissot
    - Letter from Paris: Les Prussiens en Allemagne (1876)
    - Voyage aux Pays Annexés (1877)

  - Émile Zola
    - Letter from Paris: Son Excellence Eugène Rougon (1876)
    - Une page d'amour (1878)
    - Nana (1880)
    - Émile Zola (1903 e 1914)
- Altri scrittori europei
  - Moritz Busch
    - Graf Bismarck und seine Leute während des Krieges mit Frankreich (1878)

  - Gabriele D'Annunzio
    - The Triumph of Death; Le Triomphe de la Mort; The Virgins of the Rocks; The Flame of Life; Gioconda; Francesca da Rimini (1904 e 1914)

  - Johann Wolfgang von Goethe
    - Wilhelm Meister's Apprenticeship and Travels (1865)

  - Julius Rodenberg
    - England, Literary and Social, from a German Point of View (1876)

  - Matilde Serao
    - Matilde Serao (1901 e 1914)

  - Ivan Turgenev
    - Frühlingsfluthen. Ein König Lear des Dorfes (1874 e 1878)
    - Translation of a Short Poem
    - Terres vièrges (1877)
    - Ivan Turgénieff (1884 e 1888)
    - Ivan Turgeneff (1818-83) (1896)
- Partial Portraits (1888)
- Essays in London and Elsewhere (1893)
- Notes on Novelists (1914)
- Notebooks, tr. Taccuini

### Critica d'arte
- Picture and Text (1893)

### Autobiografie
- A Small Boy and Others (1913)
- Notes of a Son and Brother (1914)
- The Middle Years (incompiuto, pubblicato postumo)
  - Autobiografia degli anni di mezzo, Mattioli 1885, Fidenza 2011 traduzione di Cecilia Mutti ISBN 978-88-6261-191-6

### Biografie
- William Wetmore Story and His Friends (1903)

### Opere teatrali
- Daisy Miller (1882), riduzione teatrale dell'omonimo racconto
- The American (1891), versione teatrale dell'omonimo romanzo
- Theatricals (1894)
- Theatricals: seconda serie (1895)
- Guy Domville (1895)
- The Heiress (tr. L'ereditiera), versione teatrale (1947) e cinematografica di Washington Square (1950)
- Il giro di vite, versione operistica musicata da Benjamin Britten su libretto di Myfanwy Piper (1954)

## Henry James e la cultura di massa
Numerosi film sono stati tratti da romanzi di Henry James: il regista più affezionato alle atmosfere e ai soggetti di James è forse James Ivory, uno dei più raffinati nella trasposizione delle delicate atmosfere borghesi americane.
Henry James compare anche nel romanzo di Paolo Maurensig pubblicato nel 2009 e intitolato La tempesta - Il mistero di Giorgione il quale è basato su un artifizio letterario secondo il quale il protagonista della vicenda viene in possesso di alcuni suoi documenti inediti.

### Trasposizioni televisive
- The Turn of the Screw (1959)
- The Portrait of a Lady (1968)
- What Maisie Knew (1968)
- The Spoils of Poynton (1970)
- Les Papiers d'Aspern (1971)
- Affairs of the Heart (1974)
- Le Tour d'écrou (1974) - tratto da The Turn of the Screw
- The Turn of the Screw (1974)
- The Jolly Corner (1975)
- Les Ailes de la colombe (1975)
- Washington Square (1975)
- Le Destin de Priscilla Davies (1979)
- Otra vuelta de tuerca (1981)
- The Turn of the Screw (1982)
- La Bête dans la jungle (1988) - tratto da The Beast of the Jungle
- Nightmare Classics (1989) - tratto da The Turn of the Screw
- The Turn of the Screw - Die Drehung der Schraube (1990)
- The Turn of the Screw (1990)
- The Haunting of Helen Walker (1995) - tratto da The Turn of the Screw
- Ce que savait Maisie (1995) - tratto da What Maisie Knew
- Nora (1999)
- The Turn of the Screw (1999), regia di Ben Bolt
- Le Tour d'écrou (2001) - tratto da The Turn of the Screw
- Owen Wingrave (2001)
- The American (2001)
- Turn of the Screw by Benjamin Britten (2004)
- Il mistero del lago (2009)

### Trasposizioni cinematografiche
- Berkeley Square, regia di Frank Lloyd (1933) - tratto da The Sense of the Past
- The Lost Moment, regia di Martin Gabel (1947) - tratto da The Aspern Papers
- L'ereditiera, regia di William Wyler (1949) - tratto da Washington Square
- La grande passione, regia di Roy Ward Baker (1951)
- Suspense, regia di Jack Clayton (1961) - tratto da The Turn of the Screw
- Improvvisamente, un uomo nella notte (The Nightcomers), regia di Michael Winner (1972)
- Victoria, regia di José Luis Ibáñez (1972) - tratto da Washington Square
- Daisy Miller, regia di Peter Bogdanovich (1974)
- La camera verde, regia di François Truffaut (1978) - tratto da The altar of the dead
- Gli europei, regia di James Ivory (1979)
- Le ali della colomba, regia di Gianluigi Calderone (1981) - tratto da The Wings of the Dove
- Storia di donne (Les ailes de la colombe), regia di Benoît Jacquot (1981) - tratto da The Wings of the Dove
- I bostoniani, regia di James Ivory (1984)
- Aspern, regia di Eduardo de Gregorio (1985) - tratto da The Aspern Papers
- Otra vuelta de tuerca, regia di Eloy de la Iglesia (1985) - tratto da The Turn of the Screw
- Els Papers d'Aspern, regia di Jordi Cadena (1991) - tratto da The Aspern Papers
- The Turn of the Screw, regia di Rusty Lemorande (1994)
- Le Fantôme de Longstaff, regia di Luc Moullet (1996)
- L'Élève, regia di Olivier Schatzky (1996) - tratto da The Pupil
- Ritratto di signora, regia di Jane Campion (1996)
- Le ali dell'amore, regia di Iain Softley (1997)
- Washington Square, regia di Agnieszka Holland (1997)
- Under Heaven, regia di Meg Richman (1998) - tratto da The Wings of the Dove
- Presence of Mind, regia di Antoni Aloy (1999) - tratto da The Turn of the Screw
- The Haunting of Hell House, regia di Mitch Marcus (1999)
- The Golden Bowl, regia di James Ivory (2000)
- The Others, regia di Alejandro Amenábar (2001)
- The Turn of the Screw, regia di Nick Millard (2003)
- La Vie privée, regia di Zina Modiano (2005)
- The Californians, regia di Jonathan Parker (2005) - tratto da The Bostonians
- In a Dark Place, regia di Donato Rotunno (2006) - tratto da The Turn of the Screw
- The Aspern Papers, regia di Mariana Hellmund (2010)